# Trialeurodes vitrinellus
Trialeurodes vitrinellus là một loài côn trùng cánh nửa trong họ Aleyrodidae, phân họ Aleyrodinae.
Trialeurodes vitrinellus được Cockerell miêu tả khoa học đầu tiên năm 1903.